# Мале Середкино
Мале Сере́дкино (рос. Малое Серёдкино) — присілок у складі Мокроусовського округу Курганської області, Росія.
Населення — 122 особи (2010, 145 у 2002).
Національний склад станом на 2002 рік:
- росіяни — 98 %